# 水母娘娘
水母娘娘（すいぼにゃんにゃん）は、中国、特に水に乏しい北部で崇められている、中国神話の水を管理する女神。地域によってその姿や伝説は様々だが、水がめの上に座っている若い女性とされる。怒らせると水がめのフタを開け、大洪水を起して人々を戒める。しっかり供養すると、水がめの水を少しずつ出し人々に恵みを与える。
水の少ない地域では、廟が建てられたり、供養祭が行われたり、大変信仰を集めていた。

## 伝説
以下は山西省などの黄土高原一帯に伝わる伝説である。
昔々、毎日何キロも歩き、水を汲む若い嫁がいた。その大事な水を姑が無駄遣いし、嫁は大変な苦労を強いられていた。仙人はそれを気の毒だと思い、水がめに「ちょっとだけ」入れると水がめがいっぱいになる「木の枝」を渡した。
それからは嫁は水汲みに二度と苦労することがなくなった。しかしそれを不審に思った姑はもっと水がほしい、毎日入浴したいと、嫁の「木の枝」を盗み、水がめに「投げ込んだ」。すると水がめから無限に水が湧き出し、瞬く間に周りが水に浸かり、大洪水になってしまった。
水がめの水を止めるためには誰かが死んでそのフタにならなければならないため、嫁は自分の責任を取り、命をもって水がめの上に座り、大洪水を止めた。仙人は嫁の勇気に感動し、彼女を「水」の仙人にした。
人々は彼女に敬意を払い、「水母娘娘」と呼んだ。